# Krystian Dziubiński
Krystian Dziubiński (* 28. Mai 1988 in Nowy Targ) ist ein polnischer Eishockeyspieler, der seit 2021 bei Unia Oświęcim in der Ekstraliga unter Vertrag steht. Sein Onkel Bogdan war ebenfalls polnischer Nationalspieler.

## Karriere

### Club
Krystian Dziubiński begann seine Karriere als Eishockeyspieler in der Jugendabteilung des polnischen Rekordmeisters Podhale Nowy Targ. 2004 zog es ihn über den Großen Teich in die Vereinigten Staaten, wo er in der Nachwuchsmannschaft Orchard Lake St. Mary’s in einer High-School-Liga spielte. Von dort aus ging er 2006 zu den Alaska Avalanche aus der North American Hockey League. Ein Jahr später wechselte er innerhalb der Liga zu den North Iowa Outlaws.
2008 kehrte Dziubiński nach Polen zurück und unterschrieb einen Vertrag bei seinem Stammverein Podhale Nowy Targ, mit dem er 2010 den Titel in der Ekstraliga gewinnen konnte. Mit 18 Toren und 20 Vorlagen in 44 Spielen war er maßgeblich am Titelgewinn beteiligt. Trotzdem verließ der Stürmer nach der Saison seine kleinpolnische Geburtsstadt und wechselte zum Ligakonkurrenten KH Sanok. Der Wechsel zahlte sich für das Team aus dem Karpatenvorland umgehend aus: Bereits 2011 wurde erstmals der polnische Pokalwettbewerb gewonnen. Ein Jahr später konnte Sanok mit Dziubiński nicht nur diesen Titel verteidigen, sondern erstmals in seiner Klubgeschichte auch den polnischen Meistertitel erringen. Nachdem ihm mit Sanok 2013 zwar der erste Platz in der Hauptrunde gelungen war, die Mannschaft aber im Halbfinale der Playoffs am späteren Meister KS Cracovia gescheitert war, wechselte er zum kleinpolnischen Aufsteiger KTH Krynica. Nachdem dieser in finanzielle Schwierigkeiten geraten war, kehrte er bereits Ende November 2013 nach Nowy Targ zurück. 2015 wechselte er zum KS Cracovia. Mit dem Klub aus Krakau gewann er 2016 sowohl die polnische Meisterschaft, wozu er als Topscorer und Torschützenkönig der Playoffs maßgeblich beitrug, als auch den Pokalwettbewerb. Auch 2017 wurde er mit Cracovia polnischer Meister. Von 2018 bis 2020 spielt er wiederum in Nowy Targ und wurde 2020 Torschützenkönig der Polska Hokej Liga. Anschließend wechselte er zum HK Njoman Hrodna in die belarussische Eishockeyliga, kehrte aber schon 2021 nach Polen zurück, wo er nunmehr für Unia Oświęcim auf dem Eis steht und 2023 erneut Torschützenkönig der Polska Hokej Liga wurde. 2024 wurde er auch mit Oświęcim polnischer Meister.

### International
Für Polen nahm Dziubiński im Juniorenbereich an der Division I der U18-Junioren-Weltmeisterschaft 2005 und 2006 sowie der U20-Junioren-Weltmeisterschaft 2008 teil.
Im Seniorenbereich stand er im Aufgebot seines Landes bei den Weltmeisterschaften der Division I 2009, 2010, 2011, 2012, 2013, 2014, 2015, 2016, 2017, 2018, 2019, 2022 und 2023, als er als bester Stürmer, Topscorer und Torschützenkönig des Turniers und bester Spieler seiner Mannschaft maßgeblichen Anteil daran hatte, dass die Polen erstmals seit mehr als zwanzig Jahren wieder in die Top-Division aufstiegen. Dort spielte er dann beu der Weltmeisterschaft 2024. Zudem spielte er für Polen bei den Qualifikationsturnieren für die Olympischen Winterspiele in Sotschi 2014, in Pyeongchang 2018, in Peking 2022 und in Mailand 2026.

## Erfolge
- 2010 Polnischer Meister mit Podhale Nowy Targ
- 2011 Polnischer Pokalsieger mit dem KH Sanok
- 2012 Polnischer Meister mit dem KH Sanok
- 2012 Polnischer Pokalsieger mit dem KH Sanok
- 2014 Aufstieg in die Division I, Gruppe A, bei der Weltmeisterschaft der Division I, Gruppe B
- 2016 Polnischer Meister und Pokalsieger mit dem KS Cracovia
- 2017 Polnischer Meister mit dem KS Cracovia
- 2020 Torschützenkönig der Polska Hokej Liga
- 2022 Aufstieg in die Division I, Gruppe A, bei der Weltmeisterschaft der Division I, Gruppe B
- 2023 Torschützenkönig der Polska Hokej Liga
- 2023 Aufstieg in die Top-Division bei der Weltmeisterschaft der Division I, Gruppe A
- 2023 Bester Stürmer, Torschützenkönig und Topscorer bei der Weltmeisterschaft der Division I, Gruppe A
- 2024 Polnischer Meister mit Unia Oświęcim

## Ekstraliga/PHL-Statistik
(Stand: Ende der Spielzeit 2023/24)